# Masasuke Ogata
Masasuke Ogata (en japonés: 緒方 正資) (1883-Tokio, 1944) fue un botánico, y pteridólogo japonés. Realizó expediciones botánicas a Indonesia, y Taiwán.
Perteneció al Departamento Farmacéutico de la Universidad de Tokio desde 1921 hasta 1944.

## Algunas publicaciones

### Libros
- “Icones Filicum Japoniae”, ocho vols. El primer volumen publicado en 1928, y el octavo en 1940. Los manuscritos de otros dos volúmenes más se prepararon, pero no fueron impresos debido a las dificultades en la obtención del papel para la impresión de esos días, ni su estado de salud le permitiría completar todas las obras. En ese conjunto de libros de gran tamaño, cada especie se ilustró y describió en folios de tamaño grande (38 x 28 cm), un total de 50 placas en cada volumen. Carl F.A. Christensen comprobó las gráficas de los vols. 1 a 7 e hizo algunas correcciones. Y los publicó “Notes on Japanese ferns (II)-(IV)” en J. Jpn. Bot. 13 (2)： 120-127. 1937; 14 (7)： 454-462. 1938; 15 (11)： 693-696. 1939.

En 1981, Hiroshi Ito reprodujo y publicó esa obra en 3 vols.: los I y II son reproducción de los vols. de Ogata 1 a 4 y 5 a 8 respectivamente. El vol. 3 es nuevo, conteniendo 131 placas que quedaron después de la muerte de Ogata, en 1944. Algunas adiciones fueron preparados por Ito en esa obra, anotaciones para cada plancha, una sinopsis de la clasificación de todos los taxones que aparecen en esos libros, y los índices de nuevo.
Ogata publicó el tratado mencionado anteriormente y 12 documentos de pteridófitas y 8 nuevos taxones sobre la base de sus ejemplares. Es muy lamentable que el paradero de los dibujos originales utilizados en sus libros no se conocen hoy en día.

## Eponimia
- (Amaranthaceae) Achyranthes ogatai Yamam.[4]
- (Dryopteridaceae) Dryopteris ogatana Koidz.[5]
- (Hydrangeaceae) Deutzia ogatai Koidz.[6]
- (Lomariopsidaceae) Elaphoglossum ogatai C.Chr. ex M.Ogata[7]
- (Orchidaceae) Goodyera ogatai Yamam.[8]
- (Orchidaceae) Peramium ogatai Makino[9]